# 3 (banda británica)
3 (conocido también como Emerson, Berry & Palmer) fue un trío de rock progresivo formado por los músicos Keith Emerson, Carl Palmer y, el único estadounidense, Robert Berry en 1988. La banda se disolvió tras publicar un solo álbum, To the Power of Three. Emerson y Palmer se reunieron con Greg Lake para reformar el trío Emerson, Lake & Palmer y grabar el álbum Black Moon. Berry formó la agrupación Alliance.

## Miembros
- Keith Emerson – teclados
- Robert Berry – voz, bajo, guitarras
- Carl Palmer – batería y percusiónes

## Discografía

### Álbumes de estudio
| Año  | Detalles                                                                            |
| ---- | ----------------------------------------------------------------------------------- |
| 1988 | To the Power of Three - Lanzamiento: febrero de 1988 - Discográfica: Geffen Records |

### Sencillos
| Año  | Detalles                                                          |
| ---- | ----------------------------------------------------------------- |
| 1988 | "Talkin' Bout" - Lanzamiento: 1988 - Discográfica: Geffen Records |